# 目競

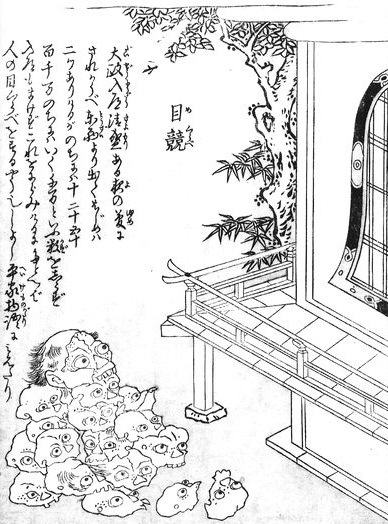
鳥山石燕『今昔百鬼拾遺』より「目競」

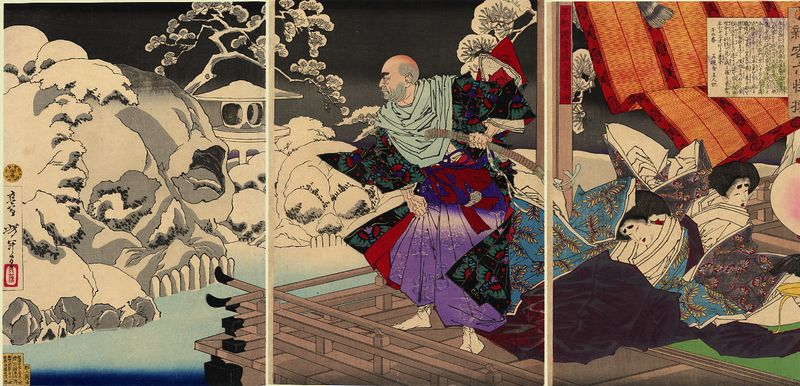
月岡芳年『新容六怪撰 平相国清盛入道浄海』

目競（めくらべ）は、鳥山石燕の妖怪画集『今昔百鬼拾遺』にある日本の妖怪。『平家物語』の『物怪之沙汰』において、武将・平清盛が遭遇したという妖怪を描いたもの。

## 概要
福原（現・神戸市兵庫区）の都でのある朝のこと。清盛が帳台から出て中庭を見ると、そこには死人の髑髏が無数に転がっていた。しかもそれらの髑髏は右に左に、上に下にとしきりに動き回っていた。
あまりの光景に、清盛は大声で人を呼んだが、誰も来ることはなかった。その内に無数の髑髏が一つに合体し、14～15丈（約42～45メートル）もの巨大な髑髏となり、生きているかのように無数の目で清盛を睨みつけた。
清盛は意を決し、髑髏の目を思い切り睨み返した。するとやがて、大髑髏は日の光に溶けるかのように、跡形もなく消え去ってしまったという。
「目競」の名は原典『平家物語』にはなく、鳥山石燕が自著において命名したものである。巖谷小波による説話大百科事典『大語園』では「髑髏の怪」（どくろのかい）と題されている。また、江戸時代にはこの清盛と妖怪の睨み合いの逸話にあやかって、にらめっこが「目競」と名づけられたとの説もある。
清盛が出遭ったこの妖怪を描いた絵画作品はほかにも、月岡芳年による『新形三十六怪撰』「清盛福原に数百の人頭を見るの図」、同じく芳年の『新容六怪撰 平相国清盛入道浄海』がある。前者は襖と月、後者は雪の塊で大髑髏を表現しており、あたかもこの妖怪が人間の妄想の産物であるかのように解釈されている。